# Rafaello Busoni
Rafaello Busoni  (* 1. Februar 1900 in Berlin; † März 1962 in New York) war Graphiker, Zeichner, Maler und Illustrator von Theater- und Opernliteratur, Jugendbüchern, sowie Verfasser einiger Bücher.

## Leben
Seine Eltern waren der italienische Musiker und Komponist Ferruccio Busoni und Gerda Sjöstrand, die Tochter eines schwedischen Bildhauers.
Busoni war in seinem künstlerischen Werdegang Autodidakt. Kürzere Unterweisungen erhielt er beim Schweizer Maler Eduard Stiefel (Aktzeichnen) und in der Radiertechnik und im Drucken vom ungarischen Radierer Ricardo Hadel.
Im Jahr 1917 fand in der Zürcher Galerie Tanner die erste öffentliche Ausstellung von Arbeiten Busonis statt. Ein fünfjähriger Aufenthalt in der Schweiz ist als Basis seines Künstlertums anzusehen. Nach seiner Kunstausbildung in der Schweiz arbeitete er in Paris und Berlin, wo er seine Reputation als Illustrator erwarb. In erster Ehe heiratete Busoni die Japanerin Hide; ihre gemeinsame Tochter Kiki wurde 1927 geboren. Hide verstarb 1930 an Tuberkulose, nachdem eine Behandlung in der Schweiz erfolglos geblieben war.
Die zweite Ehe schloss Busoni mit Hannah, Tochter des Anwalts Alfred Apfel, der Carl von Ossietzky im Weltbühne-Prozess verteidigt hatte. Hannah, langjährig mit der Familie befreundet, war ihrerseits Klavierschülerin von Hide gewesen. Im Januar 1935 wanderte das Paar gemeinsam mit Kiki nach Madeira aus und lebte dort bis zum Ausbruch des Spanischen Bürgerkriegs 1936. Dann kehrte man nach Berlin zurück. Im November 1938 wurde der gemeinsame Sohn Mario geboren.
Da man wegen der jüdischen Herkunft Hannahs nicht in Deutschland bleiben konnte, entschied Busoni, mit seiner Familie nach Schweden, dem Heimatland seiner Mutter zu ziehen in der Annahme, hier letztlich sicher zu sein. Jedoch nach nur sechs Monaten waren die Busonis gezwungen, wieder auszureisen. Im Oktober 1939 nahmen sie in Norwegen ein Schiff nach New York. Hier setzte Busoni sein Leben als Maler und Illustrator fort bis zu seinem Tod 1962.
Busoni illustrierte zahlreiche klassische Werke der Jugend- und Abenteuerliteratur wie Robinson Crusoe, Tom Sawyer, David Copperfield, Robin Hood.

## Werke (Auswahl)

### Illustrationen
- Themen des biblischen Orients (Hoheslied, Die zehn Plagen)
- E.A. Poes Erzählung (Der Rabe)
- Georg Büchner (Woyzeck)
- R.M. Rilke (Weise von Liebe und Tod des Kornetts)
- Verdi (Rigoletto)
- R. Busoni (Amerika, Mappenwerk zur Entwicklungsgeschichte des Neuen Kontinents, verlegt durch die Atlantic-Buchhandlung, Berlin)
- G. Flaubert (Drei Erzählungen)
- Charles Dickens: David Copperfield. Potsdam 1938 (Flechtmann Nr. 56)
- Herti Kirchner: Wer will unter die Indianer. Potsdam 1938 (Flechtmann Nr. 57)
- Robert Louis Stevenson: Die Abenteuer des David Balfour. Potsdam 1939 (Flechtmann Nr. 63)
- Mark Twain: Die Abenteuer des Tom Sawyer und Huckleberry Finn (1940; Flechtmann Nr. 65)

### Bücher
- Amerika; 12 Radierungen, A. Rogall, Berlin 1924
- The man who was Don Quixote; the story of Miguel Cervantes
- Australia, Holiday House, New York 1942
- Mexico and the Inca lands
- Arlecchino : ein theatralisches Capriccio, Ferruccio Busoni u. Rafaello Busoni, Berlin, 1932 (zu Arlecchino oder Die Fenster).
- Stanley in Afrika, Büchergilde Gutenberg, Zürich 1949
- Rafaello Busoni,  Rafaello Busoni Papers 1942–1959.